# Pallanuoto ai IV Giochi panamericani
Il IV torneo panamericano di pallanuoto si svolse dal 24 aprile al 4 maggio 1963 all'interno del programma dei IV Giochi panamericani celebratisi a San Paolo.
Le cinque squadre partecipanti disputarono un girone all'italiana con doppio confronto.

Il Brasile, davanti al proprio pubblico, conquistò il suo primo titolo continentale.

## Risultati
| 24 aprile 1963 15:00 | Brasile | 7 – 1 | Messico |  |

| 24 aprile 1963 16:00 | Canada | 5 – 4 | Argentina |  |

| 25 aprile 1963 | Stati Uniti | 7 – 1 | Messico |  |

| 25 aprile 1963 | Brasile | 8 – 1 | Canada |  |

| 26 aprile 1963 15:00 | Stati Uniti | 4 – 3 | Argentina |  |

| 26 aprile 1963 16:00 | Messico | 7 – 1 | Canada |  |

| 27 aprile 1963 | Brasile | 8 – 0 | Argentina |  |

| 27 aprile 1963 | Stati Uniti | 9 – 0 | Canada |  |

| 28 aprile 1963 15:00 | Argentina | 9 – 2 | Messico |  |

| 28 aprile 1963 16:00 | Brasile | 6 – 4 | Stati Uniti |  |

| 30 aprile 1963 | Messico | 2 – 10 | Brasile |  |

| 30 aprile 1963 | Argentina | 10 – 2 | Canada |  |

| 1º maggio 1963 15:00 | Messico | 1 – 14 | Stati Uniti |  |

| 1º maggio 1963 16:00 | Canada | 2 – 7 | Brasile |  |

| 2 maggio 1963 15:00 | Argentina | 1 – 0 | Stati Uniti |  |

| 2 maggio 1963 16:00 | Canada | 5 – 2 | Messico |  |

| 3 maggio 1963 15:00 | Argentina | 4 – 5 | Brasile |  |

| 3 maggio 1963 16:00 | Canada | 4 – 7 | Stati Uniti |  |

| 4 maggio 1963 15:00 | Messico | 1 – 5 | Argentina |  |

| 4 maggio 1963 16:30 | Stati Uniti | 3 – 3 | Brasile |  |

## Classifica finale
|         | Squadra     | Punti | G | V | N | P | GF | GS | Diff |
| ------- | ----------- | ----- | - | - | - | - | -- | -- | ---- |
| Oro     | Brasile     | 15    | 8 | 7 | 1 | 0 | 54 | 17 | +37  |
| Argento | Stati Uniti | 11    | 8 | 5 | 1 | 2 | 48 | 19 | +29  |
| Bronzo  | Argentina   | 8     | 8 | 4 | 0 | 4 | 36 | 27 | +9   |
| 4.      | Canada      | 4     | 8 | 2 | 0 | 6 | 20 | 54 | -34  |
| 5.      | Messico     | 2     | 8 | 1 | 0 | 7 | 17 | 58 | -41  |

## Fonti
- (EN) Todor66.com - Sport statistics Archive, su todor66.com.